# Darío Ortiz Vidales
Darío Ortiz Vidales (Chaparral, 1936-Ibagué, 2004) fue un historiador y escritor colombiano.
Abogado de profesión, dedicó buena parte de su vida al ejercicio de la política llegando a ocupar importantes cargos públicos en su país como contralor departamental y congresista. Dirigió diferentes periódicos y semanarios como "El Cronista" (1973-1974) y la revista "Consigna" (1988-1992). Fue vicepresidente de la Academia de Historia del Tolima y sus principales obras publicadas fueron: José María Melo, la razón de un rebelde (1981) Apuntes para una historia del Chaparral (1985), La historia por dentro (1990), Otro encuentro con la historia (1991) y la novela histórica No todos llegaron aquel viernes dedicada la los años previos al grito de independencia colombiano del 20 de julio de 1810.
Casi toda su obra son estudios sobre las diferentes revoluciones en Colombia como la de los comuneros del siglo XVIII, la de independencia en 1810 y la de los artesanos de 1854.
- Datos: Q12162097